# Juan Luis Sánchez González
Juan Luis Sánchez González (Madrid, 1972) es un periodista y crítico de cine español, conocido por sus videocríticas, reseñas y artículos escritos casi siempre con humor. Escribe actualmente en la revista digital decine21.com y ha colaborado en Antena 3 TV, COPE, Gaceta de los Negocios, Cinerama, Estrenos, y El Distrito. Publica también entrevistas con estrellas,directoresy otros profesionales de Hollywood. 
Es licenciado en Ciencias de la Información, en la rama de periodismo, en 1995, en la Universidad Complutense de Madrid. A partir de ese momento, ejerce su labor en diversos medios, como agencia EFE (1997), el desaparecido diario Ya (1997-1998) y las revistas Cinerama (2000-2001), Época y Estrenos. Desde 2013 ejerce como secretario general del Círculo de Escritores Cinematográficos.

## Libros
- Audrey Hepburn: Icono de la gran pantalla (Ed. Jaguar - 2010). ISBN: 9788496423961
- Cineforum 2000
- Breve encuentro
- Peter Jackson: de Mal gusto a El hobbit (2012). ISBN. 13: 9788415116783. Ediciones Jaguar.
- Tim Burton y sus mundos de fantasíaISBN.13: 9788415116349. Ediciones. Jaguar.
- De "Perdidos" a "Star Wars": J.J. Abrams, un hombre y sus sueños (2015). ISBN. 9788416217496.
- Lucha de gigantes. Godzilla, Gamera, Mothra y otros monstruos enormes de Japón. ISBN. 9788416217731. Diábolo Ediciones.
- James Cameron, el rey del mundo ISBN. 9788416217885. Diábolo Ediciones.
- Miau, Miau, Miau, gatos de cine ISBN. 9788494699535. Diábolo Ediciones.
- Alienciclopedia. Los extraterrestres más memorables del cine.ISBN. 9788494770074. Diábolo Ediciones.
- Devórame otra vez. Las mil y una noches de los muertos vivientes, zombies, infectados y apocalipsis en cine y series.ISBN. 978-84-120891-2-7. Diábolo Ediciones.
- ¡No salgáis al páramo! Todo el cine y series de hombres lobo. ISBN. 9788418320217. Diábolo Ediciones.
- Stephen King. Cine y series del rey del horror. ISBN. 9788418320620. Diábolo Ediciones.
- Tim Burton, de Bitelchús a Miércoles'. ISBN. 978-84-19790-15-6. Diábolo Ediciones.